# La Caresse d'un oiseau
La Caresse d'un oiseau est une sculpture en bronze peint, réalisée en 1967 par Joan Miró dans son grand atelier de Palma de Majorque. 

## Contexte
Joan Teixidor voit l'origine de cette sculpture dans les premières sculptures-objets que l'artiste a réalisées à Mont-roig avec des objets trouvés. « Des objets trouvés et réunis dans l'atelier devra surgir ce nouveau monde de formes. J'ai déjà dit que les objets, tout d'abord, furent placés à l'endroit propice. Mais dès la mise en place, débute un certain ordonnancement, un assemblage rigoureux en relation avec les intuitions de l'artiste. La calebasse rejoint d'autres calebasses, et à elles toutes, elles forment le corps d'une femme (…) Il peut s'y adjoindre un réchaud qui tiendra lieu de tête, un fragment de terre glaise figure un oiseau,(…) et ainsi de suite avec toutes ces choses dissemblables qui constituent son trésor de collectionneur.(…) en réalité toute la sculpture de Miró depuis 1945 jusqu'à ce jour trouve son origine dans ce jeu d'objets . » Sur toutes les sculptures de bronze ou de céramique, on peut déceler les origines de l'élément objet. 
Pendant les années de guerre, coupé du monde de l'art, des galeries, des musées, des expositions, Miró  se retrouve seul avec la terre ancestrale et le paysage familier. Il extrait des formes de la nature les éléments d'un nouveau langage. Joan Prats dit : « Quand je ramasse un caillou, ce n'est qu'un caillou. Quand Miró  ramasse un caillou, c'est un Miró . »

## Description
Il  est facile d'identifier, sur ces sculptures-jeu, les objets originaux qui leur ont servi de base. Pour la Caresse d'un oiseau, on  trouve : un bonnet de mule, un oiseau en terre, un morceau de bois troué, une planche à repasser et la carapace d'une tortue. C'est ce que Jacques Dupin appelle une « sculpture d'assemblage » selon la méthode déjà décrite par Joan Teixidor : « Tout commence par une récolte impromptue(…). Miró revient dans son atelier chargé de toutes sortes de choses sans prix et hors d'usage, mais susceptibles à ses yeux d'associations surprenantes et de métamorphoses.(…)J'ai souvent accompagné Miró dans ses glanes sur les sentiers qui mènent de Cala Major à Genova. Ce que je croyais devoir le frapper le laissait indifférent, mais il s'extasiait devant ce qui me demeurait invisible ».
Pour Miró, la sculpture implique le moulage préalable de l'objet trouvé, que sa main inventive mène à une forme qui devient autre, sans cesser d'être la forme originelle. Le bronze unifie les matières, une coloration s'impose